# Svedvi socken
Svedvi socken i Västmanland ingick i Snevringe härad, ombildades 1943 till Hallstahammars köping och området ingår sedan 1971 i Hallstahammars kommun och motsvarar från 2016 Hallstahammars distrikt.
Socknens areal är 60,23 kvadratkilometer, varav 59,30 land. År 2000 fanns här 10 824 invånare. En del av tätorterna Hallstahammar och Sörstafors samt kyrkbyn Svedvi med sockenkyrkan Svedvi kyrka ligger i socknen. 

## Administrativ historik
Svedvi socken har medeltida ursprung. 
Vid kommunreformen 1862 övergick socknens ansvar för de kyrkliga frågorna till Svedvi församling och för de borgerliga frågorna till Svedvi landskommun. Landskommunens ombildades 1943 till Hallstahammars köping som 1971 ombildades till Hallstahammars kommun. Församlingen namnändrades 1943 till Hallstahammars församling som 2006 uppgick i Hallstahammar-Bergs församling som 2014 uppgick i Hallstahammar-Kolbäcks församling.
1 januari 2016 inrättades distriktet Hallstahammar, med samma omfattning som församlingen hade 1999/2000.
Socknen har tillhört fögderier, tingslag och domsagor enligt vad som beskrivs i artikeln Snevringe härad. De indelta soldaterna tillhörde Västmanlands regemente och Västerås kompani.

## Geografi
Svedvi socken ligger i huvudsak öster om Kolbäcksån Socknen är en slättbygd på Mälarslätten med skogsbygd i norr.
Sockenområdet genomkorsas i söder av europaväg 18. Järnvägen Bergslagspendeln (Kolbäck-Hallstahammar-Fagersta) genomkorsar området i nord-sydlig riktning.

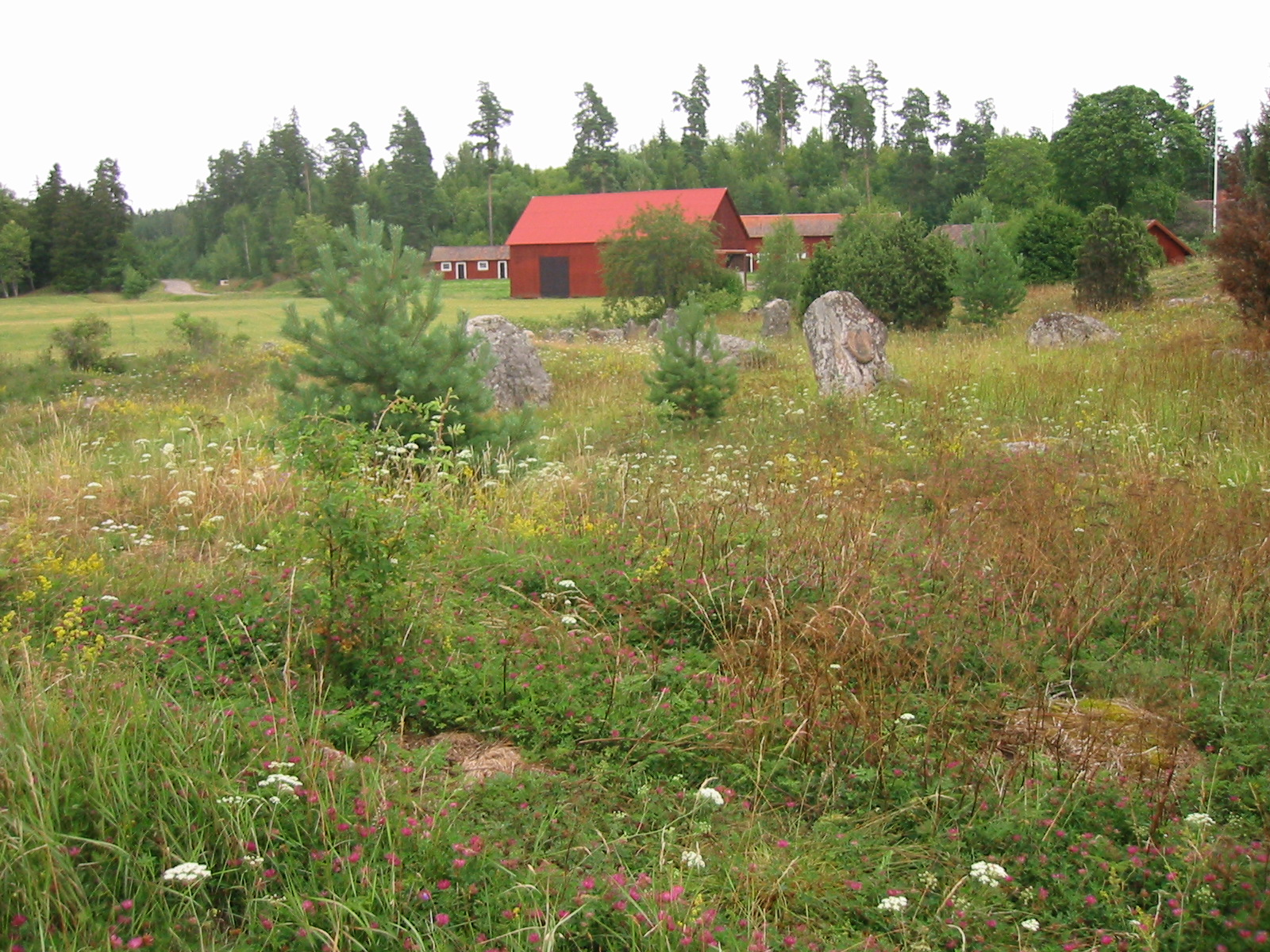
Gravfält från yngre järnåldern vid Årby

## Fornlämningar
Socknen är en rik bronsåldersbygd med många stensättningar och skärvstenshögar. Det finns även två hällristningar samt en mängd skålgropar. Järnåldern representeras av cirka 35 gravfält, vilka har anlagts under såväl äldre som yngre järnåldern. I några fall har man konstaterat kontinuitet inom samma gravfält med varierande gravformer, till exempel vid Årby. Några rika gravfynd har framkommit.

## Namnet
Sockennamnet Svedvi (Swædhwi sookn 1352) kan tolkas på olika sätt. En tolkning är att förledet betyder 'svedja, svedjeland' och att efterledet skulle komma av viþi 'skog'. En annan tolkning är att efterledet -vi betyder 'helig plats' och att förledet är dunkelt.
Hallstahammar skrevs år 1662 Hallsta hammare. Namnet avsåg det ursprungliga bruket som var en stångjärnshammare, belägen på byn, senare herrgården Hallstas mark. Bynamnet Hallsta består av förledet 'klippa, häll, sten' och efterledet är -sta.

## Befolkningsutveckling
| Befolkningsutvecklingen i Svedvi socken 1750–1990                                                       | Befolkningsutvecklingen i Svedvi socken 1750–1990 | Befolkningsutvecklingen i Svedvi socken 1750–1990 | Befolkningsutvecklingen i Svedvi socken 1750–1990 | Befolkningsutvecklingen i Svedvi socken 1750–1990 |
| --- | ------------------------------------------------- | ------------------------------------------------- | ------------------------------------------------- | ------------------------------------------------- |
| |                                                   |                                                   |                                                   |                                                   |
| År |                                                   |                                                   | Folkmängd                                         |                                                   |
| 1750 | 1750                                              |                                                   | 820                                               |                                                   |
| 1760 | 1760                                              |                                                   | 892                                               |                                                   |
| 1769 | 1769                                              |                                                   | 943                                               |                                                   |
| 1780 | 1780                                              |                                                   | 939                                               |                                                   |
| 1790 | 1790                                              |                                                   | 961                                               |                                                   |
| 1800 | 1800                                              |                                                   | 1 009                                             |                                                   |
| 1810 | 1810                                              |                                                   | 992                                               |                                                   |
| 1820 | 1820                                              |                                                   | 1 018                                             |                                                   |
| 1830 | 1830                                              |                                                   | 969                                               |                                                   |
| 1840 | 1840                                              |                                                   | 1 041                                             |                                                   |
| 1850 | 1850                                              |                                                   | 1 139                                             |                                                   |
| 1860 | 1860                                              |                                                   | 1 227                                             |                                                   |
| 1870 | 1870                                              |                                                   | 1 429                                             |                                                   |
| 1880 | 1880                                              |                                                   | 1 824                                             |                                                   |
| 1890 | 1890                                              |                                                   | 1 881                                             |                                                   |
| 1900 | 1900                                              |                                                   | 2 391                                             |                                                   |
| 1910 | 1910                                              |                                                   | 2 831                                             |                                                   |
| 1920 | 1920                                              |                                                   | 3 169                                             |                                                   |
| 1930 | 1930                                              |                                                   | 3 169                                             |                                                   |
| 1940 | 1940                                              |                                                   | 4 140                                             |                                                   |
| 1950 | 1950                                              |                                                   | 8 233                                             |                                                   |
| 1960 | 1960                                              |                                                   | 10 822                                            |                                                   |
| 1970 | 1970                                              |                                                   | 14 331                                            |                                                   |
| 1980 | 1980                                              |                                                   | 13 640                                            |                                                   |
| 1990 | 1990                                              |                                                   | 12 172                                            |                                                   |
| Anm: Källor: Umeå universitet - Tabellverket 1749-1859, Demografiska databasen, CEDAR, Umeå universitet |                                                   |                                                   |                                                   |                                                   |